# Polish International 2015
Die Polish International 2015 im Badminton fanden vom 17. bis zum 20. September 2015 in Bieruń statt. Es war die vierte Auflage dieser Turnierserie in Polen.

## Sieger und Platzierte
| Disziplin    | Gold                          | Silber                               | Bronze                          |
| ------------ | ----------------------------- | ------------------------------------ | ------------------------------- |
| Herreneinzel | Iskandar Zulkarnain Zainuddin | Anders Antonsen                      | Felix Burestedt                 |
| Herreneinzel | Iskandar Zulkarnain Zainuddin | Anders Antonsen                      | Soong Joo Ven                   |
| Dameneinzel  | Ho Yen Mei                    | Lim Chiew Sien                       | Mia Blichfeldt                  |
| Dameneinzel  | Ho Yen Mei                    | Lim Chiew Sien                       | Goh Jin Wei                     |
| Herrendoppel | Kasper Antonsen Niclas Nøhr   | Paweł Pietryja Wojciech Szkudlarczyk | Thomas Heiniger Oliver Schaller |
| Herrendoppel | Kasper Antonsen Niclas Nøhr   | Paweł Pietryja Wojciech Szkudlarczyk | Chooi Kah Ming Ow Yao Han       |
| Damendoppel  | Clara Nistad Emma Wengberg    | Chloe Birch Jessica Pugh             | Kristin Kuuba Helina Rüütel     |
| Damendoppel  | Clara Nistad Emma Wengberg    | Chloe Birch Jessica Pugh             | Jenny Moore Victoria Williams   |
| Mixed        | Kasper Antonsen Amanda Madsen | Wong Fai Yin Chow Mei Kuan           | Anton Kaisti Jenny Nyström      |
| Mixed        | Kasper Antonsen Amanda Madsen | Wong Fai Yin Chow Mei Kuan           | Gregory Mairs Jenny Moore       |